# USS Montana (SSN-794)
O USS Montana é um submarino nuclear de ataque operado pela Marinha dos Estados Unidos e a vigésima primeira embarcação da Classe Virginia. Sua construção começou em maio de 2018 nos estaleiros da Newport News Shipbuilding na Virgínia e foi lançado ao mar em fevereiro de 2021, sendo comissionado na frota norte-americana em junho do ano seguinte. É armado com doze lançadores verticais de mísseis e quatro tubos de torpedo de 533 milímetros, tem um deslocamento submerso de quase oito mil toneladas e alcança uma velocidade máxima de 32 nós submerso.